# Asghar Farhadi
Asghar Farhadi  (en persan : اصغر فرهادی), né le 7 mai 1972 à Khomeynishahr, est un scénariste, réalisateur et producteur iranien de cinéma.

## Biographie

### Formation et débuts
Asghar Farhadi suit des études de théâtre. Il obtient un diplôme de premier cycle en arts dramatiques et une maîtrise de mise en scène théâtrale à l’université de Téhéran et l’université Tarbiat Modarres, à Téhéran. Il tourne ensuite des courts métrages de 8 mm et 16 mm au département de la société du cinéma de jeunesse d’Ispahan avant d'écrire des pièces de théâtre et des scénarios pour la télévision iranienne, IRIB.

### Carrière
Il réalise d'abord des séries télévisées documentaires comme la série populaire Histoire d’une ville et collabore au scénario du film La Basse Altitude d’Ebrahim Hatamikia.
Danse dans la poussière, en 2003, est son premier long métrage. Il est suivi du film Les Enfants de Belle Ville, acclamé par la critique. Sa troisième réalisation, La Fête du feu, obtient le Hugo d'or au festival international du film de Chicago en 2006.
À propos d'Elly, pour lequel il reçoit l’Ours d'argent du meilleur réalisateur à Berlin en 2009, prend pour sujet le voyage d’un groupe d’Iraniens au bord de la mer Caspienne qui tourne à la catastrophe.
En 2011, Farhadi revient à la Berlinale pour y présenter Une séparation. Le film remporte l'Ours d'or et les prix d'interprétation féminine et masculine pour l'ensemble de la distribution. En 2012, le film est récompensé par le Golden Globe, le César et l'Oscar du meilleur film étranger.
En 2013, il présente son premier film en sélection officielle au festival de Cannes, Le Passé, tourné en France et très majoritairement en langue française avec Ali Mossafa, Bérénice Bejo et Tahar Rahim. À Cannes, Bérénice Bejo reçoit le prix d'interprétation féminine pour son rôle de mère de famille recomposée en perte de repères. Le gouvernement iranien autorise le film à représenter l'Iran aux Oscars. Comme production intégralement française, l'œuvre est nommée dans plusieurs catégories des Césars 2014 et au prix Louis-Delluc 2013.
Asghar Farhadi remporte le prix du scénario au festival de Cannes 2016 pour Le Client, qui vaut également à Shahab Hosseyni le prix d'interprétation masculine. Le film reçoit également l'Oscar du meilleur film étranger à Hollywood en l'absence du réalisateur. Ce dernier boycotte alors la cérémonie en raison des restrictions de visas décidées par l'administration Trump à l'encontre de certains pays musulmans dont l'Iran.
Le régime iranien exerce des pressions sur lui, et les propos qu'il tient à l'étranger sont surveillés et lui ont valu des interrogatoires. Ses films subissent la censure des autorités.

### Participation à des festivals
- 2012 : membre du jury du 62e festival de Berlin, présidé par Mike Leigh.
- 2014 :  président du jury du 33e festival international du film d'Istanbul[6], ainsi que de celui du 19e festival international du film de Busan.
- 2018 : président du jury du 18e festival international du film d'Erevan, en Arménie[7], ainsi que celui du 24e festival du film de Sarajevo.
- 2022 : membre du jury du 75e festival de Cannes, sous la présidence de Vincent Lindon.

## Filmographie
Après la révolution islamique de 1979, aucun film iranien ne peut être tourné sans visa ou distribué sans autorisation. Asghar Farhadi reconnaît à Cannes en 2016 : 

« on n’a pas une liberté totale du choix des sujets que l’on veut aborder. »

À la différence de Jafar Panahi, il ne réalise pas ses longs métrages dans la clandestinité. D’ailleurs, le ministère iranien de la Culture avait retiré en 2010 son visa à Une séparation en cours de tournage, en raison d’une déclaration du réalisateur qui défendait des artistes et cinéastes critiques à l’égard du pouvoir. Il se livre néanmoins dans ses œuvres à l’analyse des relations humaines et sociales dans son pays. 

### Réalisateur

#### Cinéma
- 2003 : Danse dans la poussière (persan : رقص در غبار, Raghs dar ghobar)
- 2004 : Les Enfants de Belle Ville (persan : شهر زیبا, Shahr-e ziba)
- 2006 : La Fête du feu (persan : چهارشنبه سوری, Chaharshanbe souri)
- 2009 : À propos d'Elly (persan : درباره الی, Darbareyé Elly)
- 2011 : Une séparation (persan : جدایی نادر از سیمین, Jodaeiye Nader az Simin)
- 2013 : Le Passé (persan : گذشته, Gozashte)
- 2016 : Le Client (persan : فروشنده, Forushande)
- 2018 : Everybody Knows (Todos lo saben)
- 2021 : Un héros (persan : قهرمان, Ghahreman)

#### Séries télévisées
- 1998 : Aparteman Faraj va Farokh
- 1998 : Tcheshm bé rah

### Scénariste
Asghar Farhadi est également scénariste de tous les films qu'il a réalisés.
- 2002 : La Basse Altitude d'Ebrahim Hatamikia
- 2008 : Dayereh-e zangi de Parisa Bakhtavar
- 2009 : Mohakeme dar khiaban de Massoud Kimiaei

## Citation
- "Mieux vaut une fin amère qu'une amertume sans fin." in À propos d'Elly (persan : درباره الی, Darbareyé Elly)

## Distinctions

### Récompenses
- 2003 : Meilleur réalisateur, Asia-Pacific Film Festival
- 2003 : Argent St. Georges, Festival international du film de Moscou
- 2004 : Grand Prix, Festival international du film de Varsovie
- 2005 : Lauréat du Norwegian Peace Film, Tromsø International Film Festival
- 2006 : Hugo d'or au Festival international du film de Chicago
- 2009 : Grand Prix du Jury pour Le Temps qui reste, meilleur scénariste, Asia Pacific Screen Awards
- 2009 : Ours d'argent du meilleur réalisateur au Festival international du film de Berlin pour À propos d'Elly
- 2011 : Ours d'or du meilleur film au Festival international du film de Berlin pour Une séparation
- 2012 : César du meilleur film étranger pour Une séparation
- 2012 : Golden Globe du meilleur film étranger pour Une séparation
- 2012 : Oscar du meilleur film étranger  pour Une séparation
- 2012 : Prix du meilleur réalisateur aux Asian Film Awards pour Une séparation
- 2013 : Prix du jury œcuménique au Festival de Cannes 2013 pour Le Passé
- 2014 : Chlotrudis Award du meilleur réalisateur, Meilleur scénario original pour Le Passé
- 2016 : Prix du scénario au  Festival de Cannes 2016 pour Le Client
- 2017 : Oscar du meilleur film étranger  pour Le Client
- 2021 : Grand Prix du Festival de Cannes  pour Un héros (ex aequo avec Compartiment n° 6 de Juho Kuosmanen)

### Décorations
- Grande médaille de vermeil de la Ville de Paris (6 juin 2013).

## Box-office

### Box-office en France
| Année | Film                       | Entrées |
| ----- | -------------------------- | ------- |
| 2003  | Danse dans la poussière    |         |
| 2004  | Les Enfants de Belle Ville | 80 358  |
| 2006  | La Fête du feu             |         |
| 2009  | À propos d'Elly            | 100 582 |
| 2011  | Une séparation             | 976 191 |
| 2013  | Le Passé                   | 965 466 |
| 2016  | Le Client                  | 272 058 |
| 2018  | Everybody Knows            | 811 549 |
| 2021  | Un héros                   | 186 227 |